# Пашини
Пашини — місцевість у місті Коростень Житомирської області, Україна, промисловий мікрорайон міста. Колишнє село, адміністративний центр Пашинської сільської ради Коростенського району.

## Інфраструктура
Головна вулиця мікрорайону — Сергія Кемського — починається на околиці міста, від міжнародної автодороги М07 (Київ — Ковель), та закінчується в центрі, переходячи в головну вулицю Коростеня — Грушевського. Вулиця є частиною магістралі М21 (Виступовичі — Кам'янець-Подільський), в зв'язку з чим має велику кількість автозаправних станцій.

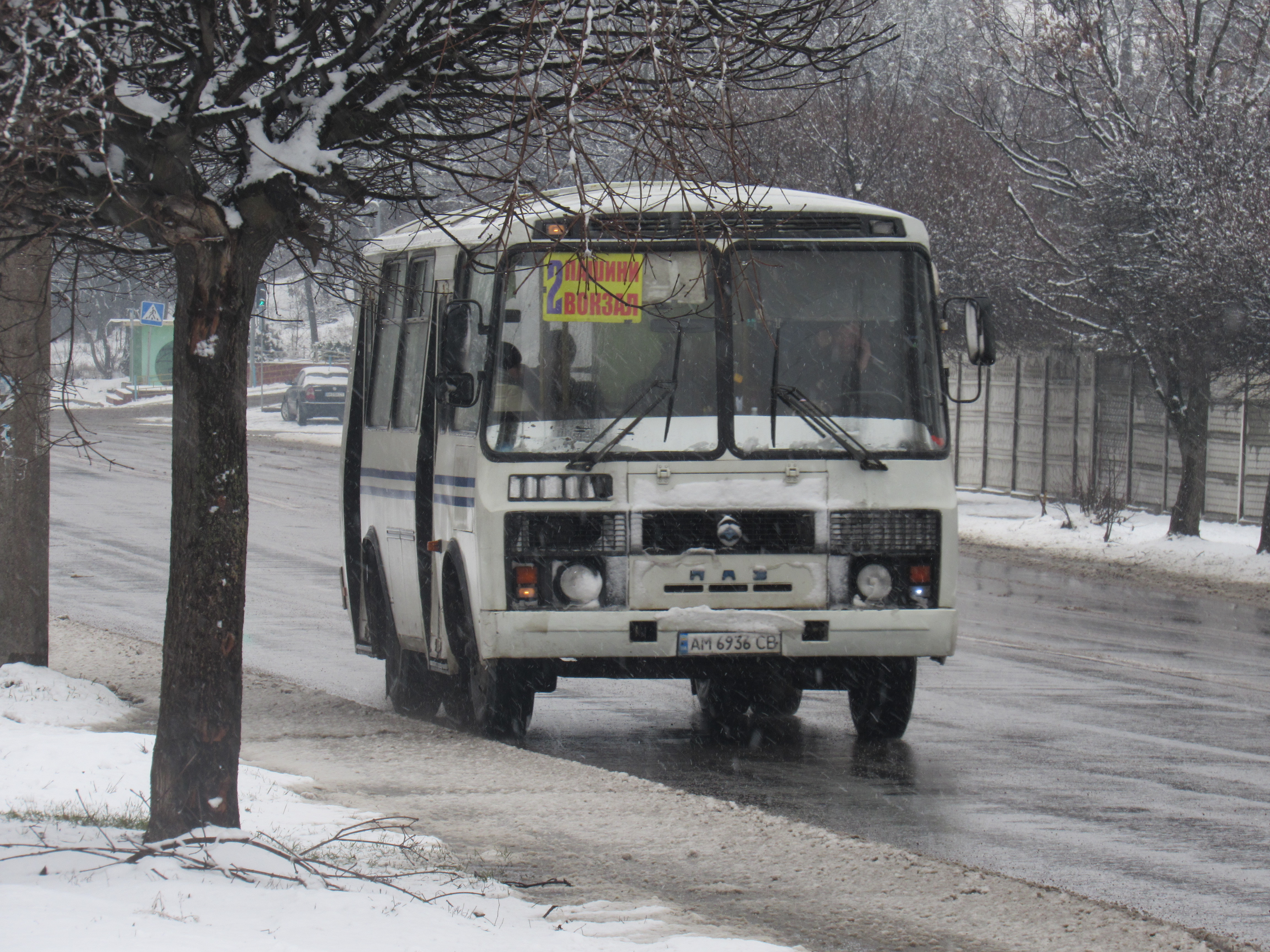
Автобус № 2

Район забудований переважно приватними будинками, має декілька п'ятиповерхівок та близько десятка двоповерхових будинків. Частина будинків були зведені для розселення переселенців із зони радіоактивного забруднення внаслідок Чорнобильської катастрофи. 
В місцині функціонують загальноосвітня школа № 5 (вул. Пашинська, 4), дитячий садок № 18 та приватний освітній заклад НВК «Олімп» (обидва — вул. Данила Галицького, 1). На вулиці Миколи Амосова розміщені міськрайонна лікарня та поліклініка міської лікарні, поштове відділення № 4 знаходиться на вул. Сергія Кемського, 49.

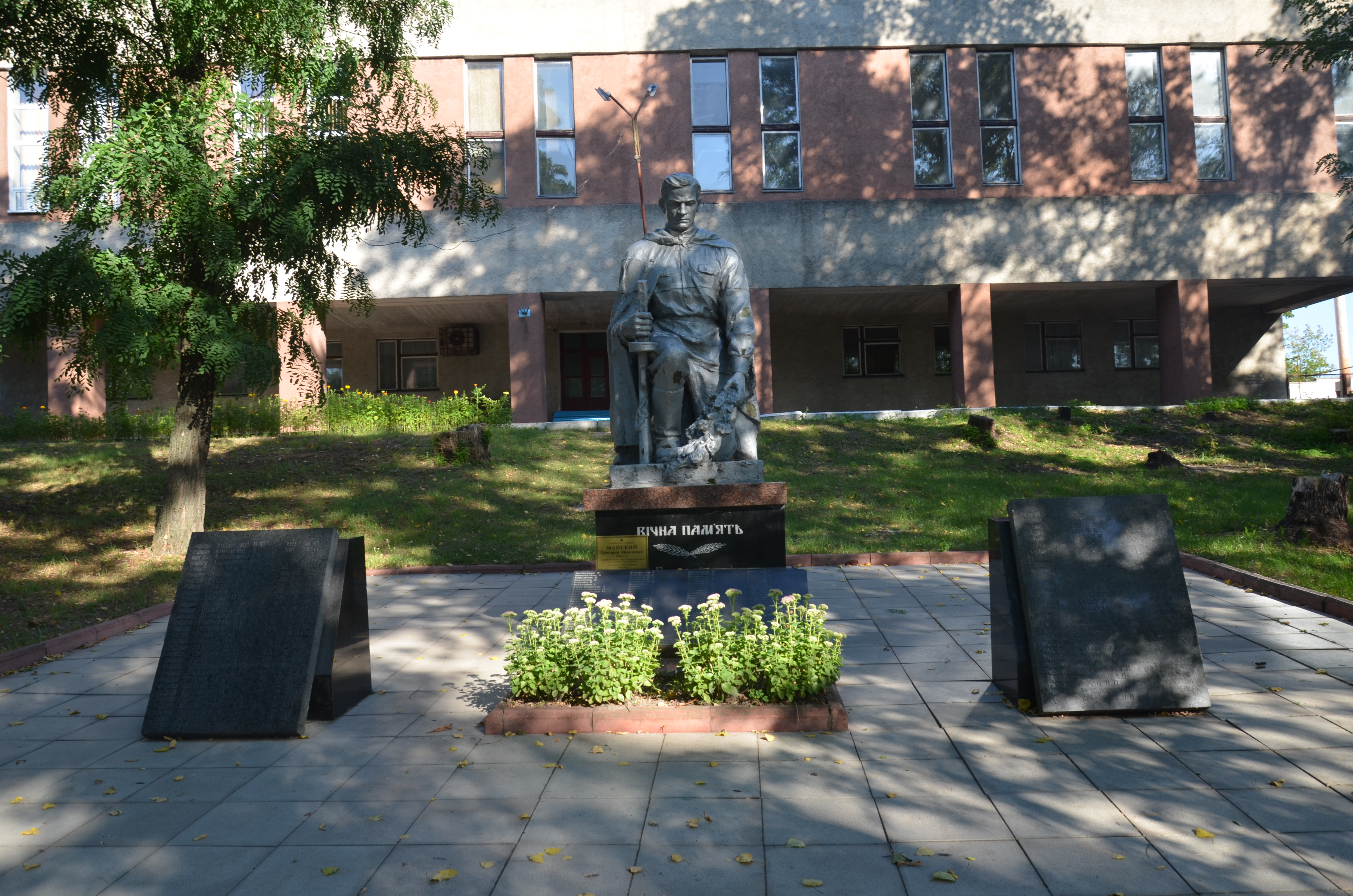
Братська могила радянських воїнів біля школи № 5. Поховано 58 осіб.

Мікрорайон сполучений з іншими частинами міста автобусними маршрутами № 2, 2-А (Залізничний вокзал — Пашини) та № 2-Б (Пашини — Черемушки).
На Пашинах розміщені управління Державтоінспекції міста, підприємства електромереж, будівельних матеріалів, вантажоперевезень, інкубатор. У 2010 році тут було збудовано завод з виробництва МДФ-плит — перший в Україні з виробництва цієї продукції.

## Історія
Відповідно до результатів перепису населення Російської імперії 1897 року, загальна кількість мешканців села становила 990 осіб, з них: православних — 847, юдеїв — 143, чоловіків — 508, жінок — 482.
В 1906 році — село Іскоростської волості Овруцького повіту, в 4-х верстах від волосного та 38 верстах від повітового центрів, з 199-ма подвір'ями та 872-ма мешканцями.

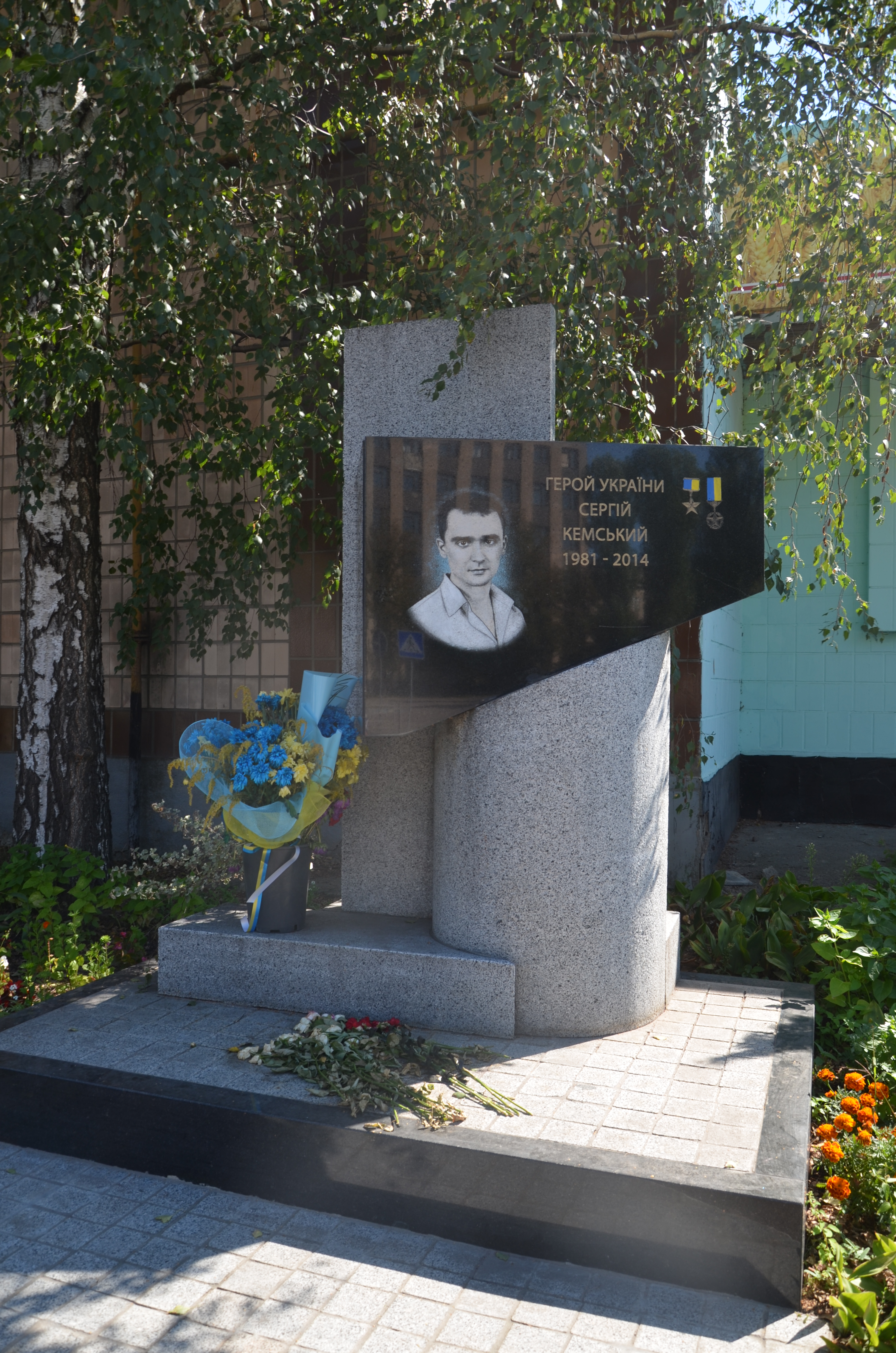
Пам'ятник Сергію Кемському

В 1923 році увійшло до складу новоутвореної Пашинської сільської ради Коростенського району, адміністративний центр ради. 5 березня 1959 року, рішенням Житомирського облвиконкому «Про ліквідацію та зміну адміністративно-територіального поділу окремих сільських рад області» Пашинську сільраду ліквідовано, село було підпорядковане Коростенській міській раді.